# Дурус кура
Дурус кура (або просто Дурус) — це традиційне смажене куряче каррі, одна з найвідоміших страв араканської, бангладешської кухні. бенгальської та рохінджа кухні Аракана та Читтагонгу, які в основному являють собою цілу курку без шкіри, зварену в насиченому бульйоні. Duroos зазвичай популярний для гостей під час весіль та інших святкових подій у Чіттагоні та Аракані. Дуру можна подавати з полао або хічурі. Бенгальською мовою курка називається кура або куро, від чого й походить назва. Бенгальські мусульмани Читтагонгу традиційно подають цю страву нареченому на весіллі.

## Інгредієнти
- Ціла курка без шкіри
- кухонна сіль
- паста з куркуми
- перець чилі
- кминн
- коріандрова паста
- паста гарам масала
- імбирна паста
- часниковий соус
- цибуля городня

## Процес
Цілу курку потрібно очистити і добре промити, а також проколоти дві сторони курячої грудки і підігнути ніжки. Всі спеції потрібно добре перемішати та натерти тушку курки. Потім у сковороді на плиті залийте суміш цибулевої пасти, імбирної пасти, часникової пасти, пасти із зеленого перцю чилі, порошку куркуми, порошку кмину, солі, пасти з маку, кокосової пасти, мигдальної пасти, лаврового листа та води. Покласти туди цілу курку. Після цього, накривши кришкою, варити 20 хвилин. Через 20 хвилин, зняти з каструлі кришку. Потім в іншу сковороду на плиті потрібно поставити масло. Коли масло розігріється, варену курку потрібно добре обсмажити з двох сторін. Після цього сковороду масала з відвареною куркою потрібно засмажити в духовці, змішавши сухе молоко з порошком гарам масала та поливши ним курку. Закрити кришкою і готувати ще 5 хвилин. В кінці, коли курка обсмажиться, її потрібно зняти.